# Roderic Ai Camp
Roderic Ai Camp (n. febrero de 1945) es un escritor, analista político y consultor estadounidense especializado en México y su situación política. Es exponente frecuente en medios de comunicación internacionales como la BBC de Londres, The New York Times, The Wall Street Journal, National Public Radio.
También ha sido informante del Congreso de los Estados Unidos, y de varios embajadores de los Estados Unidos en México durante las últimas décadas. En la actualidad es profesor de la cátedra Philip McKenna en el Claremont McKenna College, de California, Estados Unidos.

## Datos biográficos
Camp nació en Colfax, Washington. Su padre Ortho O. Camp, fue un pequeño empresario, y su madre, Helen Camp, una consejera escolar. Se desempeñó como sargento en la Marina de los Estados Unidos. Con su esposa, la bibliotecaria Emily Ellen Morse, (se casaron en 1966), tiene dos hijos: Christopher y Alexander.
Se graduó de la Universidad de George Washington en asuntos internacionales y obtuvo el grado de doctor en política comparativa de la Universidad de Arizona en 1970. Su interés en asuntos mexicanos derivó de su trato con la comunidad de inmigrantes en California.
Inició su carrera académica en el Central College de Iowa ingresando más tarde al departamento de Ciencia Política de Universidad Tulane en 1991. Ha sido también profesor visitante de El Colegio de México, y también miembro del Programa México del Centro para Estudios Internacionales y Estratégicos en Washington D. C.. Ha sido beneficiario de una beca del Programa Fulbright en tres ocasiones diferentes y ha recibido apoyos del William and Flora Hewlett Foundation, y de la Howard Heinz Foundation.
En 2009, Camp recibió un doctorado honoris causa en Letras del St. Olaf College de Minnesota.

## Algunas publicaciones
Camp ha escrito más de 30 libros, la mayor parte sobre México. Ocho de entre ellos han recibido el calificativo de sobresaliente por el Choice magazine, una publicación de la Asociación de Bibliotecas de Investigación y de Universidades.
- The Role of Economists in Policy Making: A Comparative Study of Mexico and the United States (University of Arizona Press, 1977)
- Mexico's Leaders, Their Education and Recruitment (University of Arizona Press, 1980).
- The Making of a Government: The Socialization of Political Leaders in Post-Revolutionary Mexico (University of Arizona Press, 1984). Winner of the "Choice Outstanding Academic Book, 1985".
- Intellectuals and the State in Twentieth Century Mexico (University of Texas Press, 1985). Winner of the “Choice Outstanding Academic Book, 1986".
- Mexico's Political Stability, the Next Five Years (Editor, Westview Press, 1986).
- Memoirs of a Mexican Politician (University of New Mexico Press, 1988).
- Entrepreneurs and Politics in Twentieth Century Mexico (Oxford University Press, 1989).
- Mexican Political Biographies, 1884-1935 (University of Texas Press, 1991).
- Generals in the Palacio, the Military in Modern Mexico (Oxford University Press, 1992).
- Who's Who in Mexico Today (Westview Press, 1993). Winner of the "Choice Outstanding Reference Book, 1988".
- Politics in Mexico, the Democratic Consolidation (Oxford University Press, 2007). Winner of the “Choice Outstanding Academic Book, 1993” and recommended in Foreign Affairs' reading list on Mexican politics.
- The Successor, A Political Thriller (University of New Mexico Press, 1993).
- Mexican Political Biographies, 1935-1993 (University of Texas Press, 1995). Winner of the "American Reference Book Annual Outstanding Reference Book" and "Choice Outstanding Academic Book".
- Political Recruitment Across Two Centuries, Mexico, 1884-1999 (University of Texas Press, 1995).
- Crossing Swords, Politics and Religion in Mexico (Oxford University Press, 1997).
- Editor, Citizen Views of Democracy in Latin America (University of Pittsburgh Press, 2001).
- Mexico’s Mandarins, Crafting a Power Elite for the 21st Century (University of California Press, 2002).
- Mexico’s Military on the Democratic Stage (Center for Strategic & International Studies/Greenwood Publishing Group|Praeger, 2005).
- Politics in Mexico, The Democratic Consolidation" (Oxford University Press, 2007).
- The Metamorphosis of Leadership in a Democratic Mexico (Oxford University Press, 2010).
- Mexico, What Everyone Needs to Know (Oxford University Press, 2011).
- Mexican Political Biographies, 1939-2009 4th edit. (University of Texas Press, 2011)Winner of the "Choice Outstanding Academic Book, 2011"
- Oxford Handbook of Mexican Politics (Oxford University Press, 2012).
- Politics in Mexico, Democratic Consolidation or Decline? (Oxford University Press, 2013).